# Grabowska Wola (powiat kozienicki)
Grabowska Wola – wieś sołecka w Polsce położona w województwie mazowieckim, w powiecie kozienickim, w gminie Grabów nad Pilicą.
Wieś szlachecka Wola Grabowska położona była w drugiej połowie XVI wieku w powiecie wareckim  ziemi czerskiej województwa mazowieckiego. W latach 1975–1998 miejscowość należała administracyjnie do województwa radomskiego.
15 lutego 2002 do wsi Grabowska Wola włączono wieś Grabowska Wola-Kolonia, równocześnie likwidując tę drugą.
Wierni kościoła rzymskokatolickiego należą do parafii Świętej Trójcy w Grabowie nad Pilicą.